# Гнилище (Гдовський район)
Гнилище (рос. Гнилище) — присілок в Гдовському районі Псковської області Російської Федерації.
Населення становить 4 особи. Входить до складу муніципального утворення Черньовська волость.

## Історія
Від 2005 року входить до складу муніципального утворення Черньовська волость.

## Населення
| 2001 | 2002 | 2010 |
| ---- | ---- | ---- |
| 4    | ↗7   | ↘4   |